# Электра Люкс
«Электра Люкс» (англ. Elektra Luxx) — американская комедия 2010 года режиссёра Себастьяна Гутьерреса с Карлой Гуджино в главной роли. Является сиквелом фильма «Женщины в беде» 2009 года.

## Сюжет
Порнозвезда Электра Люкс (Карла Гуджино), узнав о том, что беременна, решает покинуть порноиндустрию и открывает курсы сексуального образования для домохозяек. После очередного занятия к Электре приходит девушка, Кора (Марли Шелтон), которая говорит, что бывший любовник Электры, музыкант Ник Чапел, умер по её вине, и она должна серьёзно поговорить. Согласившись выпить в баре, Электра узнаёт, что Кора была стюардессой в самолёте, в котором летел Чапел, и пропавший чемоданчик с неопубликованными текстами его песен украла она во время полёта. Она решила отдать тексты песен Электре, поскольку все песни были написаны о ней. Взамен этого Кора просит Электру соблазнить её жениха, которого бы она застала с ней, чтобы тот не ушёл от неё, узнав о её измене.
Электра отвозит перебравшую спиртного Кору домой и, уходя из её квартиры, встречает мужчину. Решив, что это жених Коры, она соблазняет его, но Кора, застав их, говорит, что это не её жених. На самом деле, в квартиру Коры проник частный детектив, Дел (Тимоти Олифант), который искал потерянные тексы песен Чапела. Забрав песни, Дел всё-таки отдаёт Электре один текст, поскольку никто не знал о количестве текстов в чемодане.
Тем временем, порноактрисы Холли (Эдрианн Палики) и Бэмби (Эммануэль Шрики), отправившиеся на каникулы в Мексику, находят богатых мужчин, которые хотят от них секса. Холли это не нравится, так как она против «работы» во время отдыха, но Бэмби говорит, что им нужны деньги, а заработать их таким способом для них будет легче всего.
Секс-блогер Берт Родригес (Джозеф Гордон-Левитт) ведёт в интернете блог, посвященный порно. Его сестра снимает откровенное видео с собой и тайком выкладывает его на сайт Берта, чтобы привлечь внимание читателей. Подруга Берта, Трикси (Малин Акерман), работает аптекарем, но она хочет прославиться в качестве модели и приносит ему фотографии, снятые для его блога.
Неожиданно к Электре приходит посетительница её курсов, мисс Тернер (Кэтлин Куинлан), и рассказывает, что она — Ребекка Линбрук, известная писательница эротических книг. Предложив солидный гонорар, она говорит Электре, что хочет написать книгу об её жизни.

## В ролях
| Актёр                | Роль                                        |
| -------------------- | ------------------------------------------- |
| Карла Гуджино        | Электра Люкс / Селия сестра-близнец Электры |
| Джозеф Гордон-Левитт | Берт Родригес секс-блогер                   |
| Марли Шелтон         | Кора стюардесса                             |
| Эдрианн Палики       | Холли Рокет                                 |
| Эммануэль Шрики      | Бэмби Линдберг                              |
| Тимоти Олифант       | Деллвуд «Дел» Баттерворт                    |
| Эми Рософф           | Олив Родригес сестра Берта                  |
| Винсент Картайзер    | Джимми сосед Электры                        |
| Эмма Белл            | Элеанор девушка Джимми                      |
| Джастин Кёрк         | Бенджамин жених Коры                        |
| Джулианна Мур        | Дева Мария                                  |
| Малин Акерман        | Трикси подруга Берта                        |
| Трейси Динвидди      | Мэйделин девушка в туалете                  |
| Изабелла Гутьеррес   | Шарлотт                                     |
| Кэтлин Куинлан       | мисс Тернер / Ребекка Линбрук писательница  |
| Люси Панч            | Долорес посетительница курсов               |
| Майкл Копон          | Ламберто любовник Ребекки                   |
| Джош Бролин          | Ник Чапел рок-музыкант                      |
| Кристин Лэйкин       | Сладкая Венера                              |
| Мелисса Ордуэй       | Сабрина Капри                               |
| Риа Килстедт         | Рита                                        |

## Сиквел
В планах Себастьяна Гутьерреса снять третью часть под рабочим названием «Женщины в экстазе» (англ. Women in Ecstasy), в котором примут участие Карла Гуджино, Эдрианн Палики, Эммануэль Шрики, Джозеф Гордон-Левитт, а также несколько актёров из первого фильма «Женщины в беде».